# Upchan
Upchan（ウピチャン）は2ちゃんねる・PINKちゃんねるの掲示板を攻撃するトロイの木馬である。2004年に発見された。Microsoft Windowsが感染する。別称苺きんたま。
感染すると2ちゃんねるプロバイダーのアップローダーにスクリーンショットをアップロードし、2ちゃんねるのbbsmenuにある掲示板にコンピュータの機種、ユーザ名、スクリーンショットをfusianasanをした状態で書き込む。